# Мілівоє Новакович
Мілівоє Новакович (словен. Milivoje Novakovič; нар. 18 травня 1979, Любляна, СФРЮ) —  словенський футболіст, нападник німецького клубу «Кельн», гравець національної збірної Словенії.

## Клубна кар'єра
Починав кар'єру в молодіжній команді клубу «Олімпія» з рідної Любляни. Так і не зігравши жодного разу за основну команду «Олімпії», поїхав грати в Австрію, де виступав за клуби нижчих дивізіонів «Фойтберг» і ЛАСК та за середняка вищої ліги «Маттерсбург».
Після трьох сезонів в Австрії перейшов влітку 2005 в  болгарський «Літекс». Проведений в «Літекс» сезон 2005/06 склався для Мілівоє досить успішно: він став найкращим бомбардиром чемпіонату країни (16 м'ячів), а його клуб посів третє місце у лізі, поступившись лише найбільшим болгарським клубах —  софійським ЦСКА і «Левскі», також «Літекс» вийшов в плей-офф Кубка УЄФА.
В кінці серпня 2006 Новакович перейшов до «Кельну», який грав тоді у другій Бундеслізі; сума трансферу склала приблизно 1,5 млн  євро. У першому сезоні за «Кельн» він забив 10 голів, що не допомогло його клубу вирішити завдання виходу в вищу лігу — «Кельн» став лише дев'ятим. У наступному сезоні (2007/08) «Кельн» став третім в лізі, отримавши право виступити у першій Бундеслізі, Мілівой ж, забивши 20 голів, став найкращим бомбардиром другої Бундесліги. У вересні 2008 Новакович був призначений капітаном команди тренером Крістофом Даумом. У сезоні 2008/09 Мілівоє, лідер кельнського клубу, забив 16 м'ячів.

## Виступи за збірну
Новакович дебютував у збірній Словенії у віці 26 років 28 лютого 2006 в переможному (1:0) гостьовому матчі проти  Кіпру. 31 травня 2006 року зробив хет-трик у матчі проти  Тринідаду і Тобаго. Всього провів за збірну 34 гри, забив 13 голів, є одним з її провідних гравців. У складі національної команди став учасником Чемпіонату світу з футболу 2010 у ПАР.

## Досягнення
- Володар Кубка Словенії: 2015-16
- Бронзовий призер  чемпіонату Болгарії: 2005/06
- Найкращий бомбардир чемпіонату Болгарії 2005/06 (16 голів; разом з Фуртадо)
- Третє призер другої Бундесліги 2007/08 (вихід в  першу Бундеслігу)
- Найкращий бомбардир другої Бундесліги 2007/08 (20 голів)